# Докучаєвська міська рада
Докуча́євська міська́ ра́да — адміністративно-територіальна одиниця та орган місцевого самоврядування у Донецькій області з адміністративним центром у місті обласного значення Докучаєвську.

## Загальні відомості
- Територія ради: 11,9 км²
- Населення ради: 24 419 осіб (станом на 1 лютого 2014 року)[1]

## Населені пункти
Міській раді підпорядковані населені пункти:
- м. Докучаєвськ
- с-ще Ясне

## Склад ради
Рада складається з 40 депутатів та голови.
- Голова ради: Скорбілін Ігор Олександрович
- Секретар ради: Рухмакова Ольга Іванівна

### Керівний склад попередніх скликань
| ПІБ                          | Основні відомості                                                       | Дата обрання | Дата звільнення |
| ---------------------------- | ----------------------------------------------------------------------- | ------------ | --------------- |
| Дробот Віктор Лаврентійович  | Міський голова, 1953 року народження, член Партії регіонів              | 26.03.2006   | 31.10.2010      |
| Скорбілін Ігор Олександрович | Міський голова, 1966 року народження, освіта вища, член Партії регіонів | 31.10.2010   |                 |

Примітка: таблиця складена за даними сайту Верховної Ради України

### Депутати
За результатами місцевих виборів 2010 року депутатами ради стали:

#### За суб'єктами висування
| Суб'єкт висування                                       | Кількість обраних депутатів | %   |
| ------------------------------------------------------- | --------------------------- | --- |
| Партія регіонів                                         | 34                          | 85  |
| Політична партія Всеукраїнське об'єднання «Батьківщина» | 2                           | 5   |
| Прогресивна соціалістична партія України                | 2                           | 5   |
| Єдиний Центр                                            | 1                           | 2,5 |
| Політична партія «Сильна Україна»                       | 1                           | 2,5 |

#### За округами
| № округу                                                | Прізвище, ім'я, по батькові       | Дата визнання обраним | Освіта  | Партійна приналежність                        | Відомості про обраного депутата                                                                |
| ------------------------------------------------------- | --------------------------------- | --------------------- | ------- | --------------------------------------------- | ---------------------------------------------------------------------------------------------- |
| Єдиний Центр                                            |                                   |                       |         |                                               |                                                                                                |
| 13                                                      | Понька Андрій Іванович            | 04.11.2010            | вища    | член Єдиного Центру                           | приватний підприємець                                                                          |
| Партія регіонів                                         |                                   |                       |         |                                               |                                                                                                |
| б/м                                                     | Рухмакова Ольга Іванівна          | 04.11.2010            | вища    | член Партії регіонів                          | загальноосвітня школа № 3 м. Докучаєвськ, директор                                             |
| б/м                                                     | Курінний Микола Іванович          | 04.11.2010            | середня | член Партії регіонів                          | ВАТ «Докучаєвський флюсодоломітний комбінат», начальник цеху                                   |
| б/м                                                     | Шулак Вадим Леонідович            | 04.11.2010            | вища    | член Партії регіонів                          | Докучаєвська міська рада, начальник відділу з питань внутрішньої політики                      |
| б/м                                                     | Іванова Марія Іванівна            | 04.11.2010            | вища    | член Партії регіонів                          | Докучаєвський профілакторій «Здоров'я», лікар-педіатр                                          |
| б/м                                                     | Головаха Дмитро Володимирович     | 04.11.2010            | вища    | член Партії регіонів                          | студент                                                                                        |
| б/м                                                     | Богомол Роман Іванович            | 04.11.2010            | вища    | член Партії регіонів                          | ВАТ «Докучаєвський флюсодоломітний комбінат», начальник ДОФ-1                                  |
| б/м                                                     | Левицький Ігор Михайлович         | 04.11.2010            | вища    | член Партії регіонів                          | адвокат                                                                                        |
| б/м                                                     | Селяненко Ігор Данилович          | 04.11.2010            | вища    | член Партії регіонів                          | ВК ВАТ «Відіс», начальник виробничого відділу                                                  |
| б/м                                                     | Мельник Олег Анатолійович         | 04.11.2010            | вища    | член Партії регіонів                          | ВК ПП «Реконструкція», комерційний директор                                                    |
| б/м                                                     | Шавлак Валерій Григорович         | 04.11.2010            | вища    | член Партії регіонів                          | Дитяча юнацька спортивна школа, тренер-викладач                                                |
| б/м                                                     | Рев'якін Олександр Олексійович    | 04.11.2010            | вища    | член Партії регіонів                          | ВАТ «Докучаєвський флюсодоломітний комбінат», начальник ДОЦ                                    |
| б/м                                                     | Лазарева Наталя Тимофіївна        | 04.11.2010            | вища    | член Партії регіонів                          | Докучаєвський технікум ДонНУЕТ ім. Туган-Барановського, викладач                               |
| б/м                                                     | Бондаренко Ігор Павлович          | 04.11.2010            | вища    | член Партії регіонів                          | Докучаєвський УГГ, інженер-метролог                                                            |
| б/м                                                     | Овсейчук Руслан Володимирович     | 04.11.2010            | вища    | член Партії регіонів                          | ТОВ «Інтерферромет», комерційний директор                                                      |
| б/м                                                     | Мендрух Віталій Григорович        | 13.05.2013            | середня | член Партії регіонів                          | Суб'єкт підприємницької діяльності                                                             |
| 1                                                       | Крепкий Олександр Сергійович      | 04.11.2010            | вища    | член Партії регіонів                          | ТОВ «Кар'єрна техніка», директор                                                               |
| 2                                                       | Карпенко Петро Іванович           | 04.11.2010            | вища    | член Партії регіонів                          | ВАТ «Докучаєвський флюсо-доломітний комбінат», начальник УТД                                   |
| 3                                                       | Кислиця Микола Іванович           | 04.11.2010            | вища    | член Партії регіонів                          | ВАТ «Докучаєвський флюсо-доломітний комбінат», заступник начальника житлово-комунальної служби |
| 4                                                       | Кустов Володимир Васильович       | 04.11.2010            | вища    | член Партії регіонів                          | Докучаєвський гірничий технікум, директор                                                      |
| 5                                                       | Баркалов Віктор Костянтинович     | 04.11.2010            | вища    | член Партії регіонів                          | Докучаєвський центр культури та дозвілля ім. О. С. Пушкіна, директор                           |
| 6                                                       | Сидоркін Олег Олександрович       | 04.11.2010            | вища    | член Партії регіонів                          | ВАТ «Докучаєвський флюсо-доломітний комбінат», начальник РМЦ                                   |
| 7                                                       | Макаренко Наталя Михайлівна       | 04.11.2010            | вища    | член Партії регіонів                          | Докучаєвська міська рада, секретар міської ради                                                |
| 8                                                       | Капарунін Володимир Миколайович   | 04.11.2010            | вища    | член Партії регіонів                          | ВУВКГ КП «Вода Донбасу», директор                                                              |
| 9                                                       | Орлов Євген Георгійович           | 04.11.2010            | вища    | член Партії регіонів                          | ВК ТОВ «Відіс», заступник головного інженера                                                   |
| 10                                                      | Огризько Ірина Іванівна           | 04.11.2010            | середня | член Партії регіонів                          | ВАТ «Докучаєвський флюсо-доломітний комбінат», старший табельник                               |
| 11                                                      | Скрипаль Сергій Петрович          | 04.11.2010            | вища    | член Партії регіонів                          | Докучаєвська міська центральна лікарня, головний лікар                                         |
| 12                                                      | Гордієнко Наталя Федорівна        | 04.11.2010            | вища    | член Партії регіонів                          | Докучаєвський профілакторій «Здоров'я», головний лікар                                         |
| 14                                                      | Васильєв Федір Антонович          | 04.11.2010            | середня | член Партії регіонів                          | пенсіонер                                                                                      |
| 15                                                      | Прийма Сергій Сергійович          | 04.11.2010            | середня | член Партії регіонів                          | приватний підприємець                                                                          |
| 16                                                      | Мелікова Наталя Федорівна         | 04.11.2010            | вища    | член Партії регіонів                          | приватний підприємець                                                                          |
| 17                                                      | Анікеєнко Михайло Григорович      | 04.11.2010            | середня | член Партії регіонів                          | Державна організація "Комбінат «Новий», начальник варти                                        |
| 18                                                      | Шаповалов Геннадій Вікторович     | 04.11.2010            | вища    | член Партії регіонів                          | Докучаєвська міська центральна лікарня, завідувач інфекційного відділення                      |
| 19                                                      | Ахунзянов Олександр Валерійович   | 04.11.2010            | вища    | член Партії регіонів                          | приватний підприємець                                                                          |
| 20                                                      | Хумуриць Олександр Кузьмич        | 04.11.2010            | вища    | член Партії регіонів                          | ВАТ «Докучаєвський флюсо-доломітний комбінат», начальник ЦПТЛ                                  |
| Політична партія Всеукраїнське об'єднання «Батьківщина» |                                   |                       |         |                                               |                                                                                                |
| б/м                                                     | Амелякіна Інна Вікторівна         | 04.11.2010            | вища    | член Всеукраїнського об'єднання «Батьківщина» | ВАТ «Докучаєвський флюсодоломітний комбінат», диспетчер                                        |
| б/м                                                     | Жмурик Наталя Леонідівна          | 04.11.2010            | вища    | член Всеукраїнського об'єднання «Батьківщина» | тимчасово не працює                                                                            |
| Політична партія «Сильна Україна»                       |                                   |                       |         |                                               |                                                                                                |
| б/м                                                     | Коробка Надія Миколаївна          | 04.11.2010            | вища    | член Політичної партії «Сильна Україна»       | ПУАТ «ДОПАС», в.о. начальника                                                                  |
| Прогресивна соціалістична партія України                |                                   |                       |         |                                               |                                                                                                |
| б/м                                                     | Галанський Геннадій Олександрович | 04.11.2010            | вища    | позапартійний                                 | приватний підприємець                                                                          |
| б/м                                                     | Троян Володимир Миколайович       | 04.11.2010            | вища    | позапартійний                                 | пенсіонер                                                                                      |